# Aculeisporites
Aculeisporites, fosilni biljni rod s vrstom Aculeisporites variabilis pronađenoj na lokalitetu kod rijeke Peace u permskim i trijaskim sedimentima u kanadskim provincijama Alberta i Britanska Kolumbija. Rod je opisao Artüz 1957, a vrstu J. Jansonius 1962.